# Buon Natale 2008
Buon Natale 2008 este un album de muzică sacră publicat în 2008 de Al Bano. Conține melodii clasice din repertoriile compozitorilor Johann Sebastian Bach, Charles Gounod, Pietro Mascagni, Franz Schubert, César Franck și Georg Friedrich Händel dar și 2 piese scrise chiar de Al Bano împreunǎ cu alți autori: Il mondo degli angeli (compusa în 1993, aici prezentatǎ într-o nouă versiune) și inedita Fra cielo e terra.

## Track list
1. Tu scendi dalla stelle  (Alfonso Maria de' Liguori)
2. Ti ringrazio, o mio Signore  (Cesáreo Gabaráin)
3. Mira il tuo popolo  (tradițional)
4. Panis angelicus  (César Franck)
5. Bella notte  (Sonny Burke, Peggy Lee, Albano Carrisi)
6. Salve Regina (Gregoriano)  (tradițional, Albano Carrisi, Fabrizio Berlincioni)
7. Magnificat  (tradițional, Marco Frisina)
8. Ave Maria (Gounod) (propria melodie a lui Charles Gounod a fost suprapusă peste “Clavecinul bine temperat” de Johann Sebastian Bach).
9. Padre nostro  (tradițional)
10. Ave Maria (Saint Saëns)  (tradițional, Camille Saint-Saëns)
11. Tra cielo e terra  (Giuseppe Giacovazzo, Albano Carrisi, Alterisio Paoletti)
12. Intermezzo da "Cavalleria rusticana"  (Pietro Mascagni, Giovanni Targioni-Tozzetti, Guido Menasci - Arie din opera Cavaleria rusticană)
13. Salve Regina (Schubert)  (Franz Schubert, Andrea Lo Vecchio)
14. Il mondo degli angeli  (Maurizio Fabrizio, Oscar Avogadro, Romina Power)
15. Alleluia  (Georg Friedrich Händel, Andris Solims)